# George Quaintance
George Quaintance (Comté de Page (Virginie), 2 juin 1902 - Los Angeles, 8 novembre 1957) est un danseur, styliste-coiffeur, photographe, peintre et illustrateur des États-Unis, connu pour ses dessins homoérotiques.

## Biographie
Étudiant à l'Art Students League of New York à partir de 1920, il pratique le dessin, la peinture et la danse. Après une brève liaison avec une femme dont il divorce, il devient dans les années 1930 coiffeur. À compter de 1934, il produit des illustrations de couvertures pour des pulps vendus sous le manteau, signées sous pseudonymes (tels que « Geo. Quintana »). En 1938, il retourne vivre en Virginie, avec son compagnon, Victor Garcia, qui devient son modèle artistique durant les années 1940. Quaintance poursuit ses collaborations pour la presse, principalement féminine. En 1951, il commence à travailler pour Bob Mizer. Puis il s'installe avec Garcia à Rancho Siesta, près de Phoenix (Arizona), où il fondent le Studio Quaintance, un atelier de productions graphiques. Ses peintures connaissent alors un grand succès. 
Il meurt d'une crise cardiaque fin 1957.
Quaintance est l'une des sources d'inspirations directes de Tom of Finland.

## Ouvrages

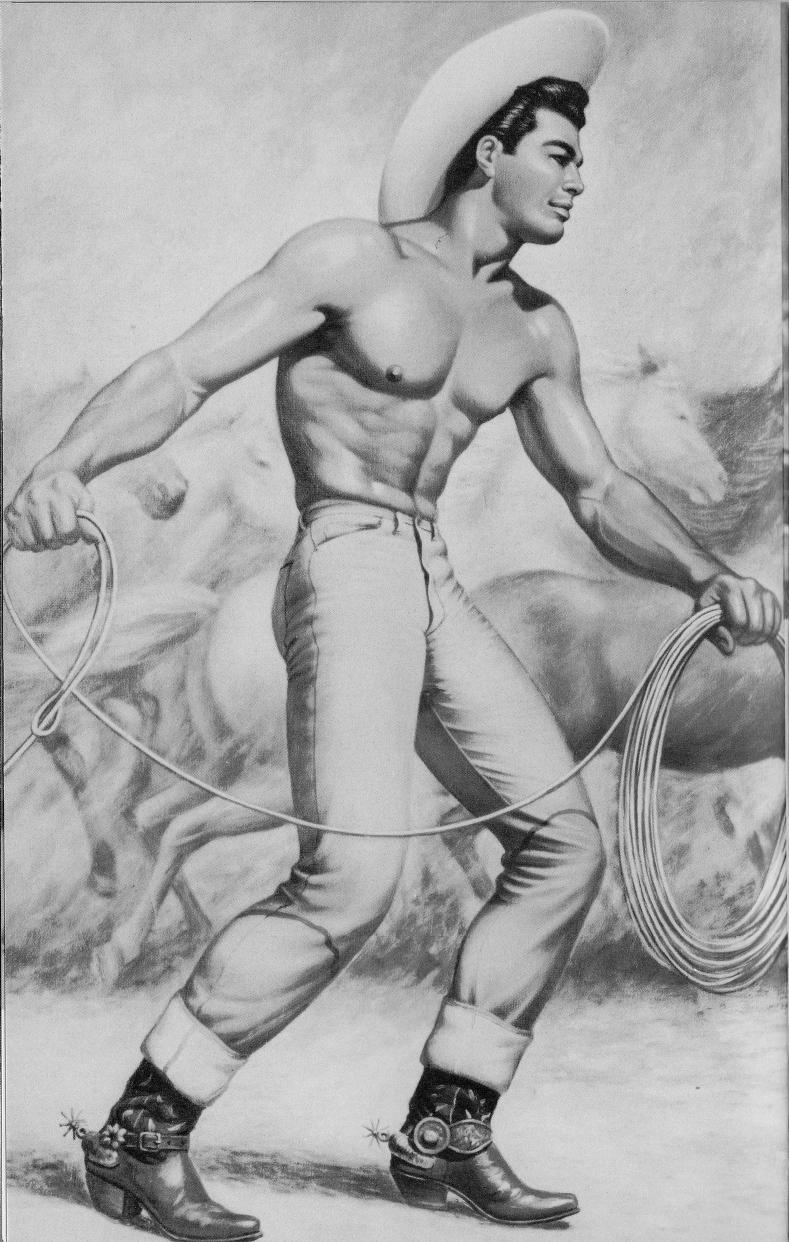
Red Dust, reproduction d'une peinture dans Physique Pictorial, été 1955.

- Bob Mizer (éd.), Complete Reprint of Physique Pictorial, 1951-1964, Cologne, Taschen, 1997.
- Volker Janssen, The Art of George Quaintance, Simon's Town, South Africa, Janssen Publishers CC, 2003.
- Reed Massengill, Dian Hanson, Quaintance, Taschen  (ISBN 978-3-8365-0732-5)